# Beat Forster
Beat Forster (* 2. Februar 1983 in Herisau) ist ein ehemaliger Schweizer Eishockeyspieler, der über 1100 Partien für den HC Davos, ZSC Lions und den EHC Biel in der National League absolviert hat und sechs Mal Schweizer Meister wurde. Seit 2024 ist er Assistenztrainer beim EHC Biel.

## Karriere

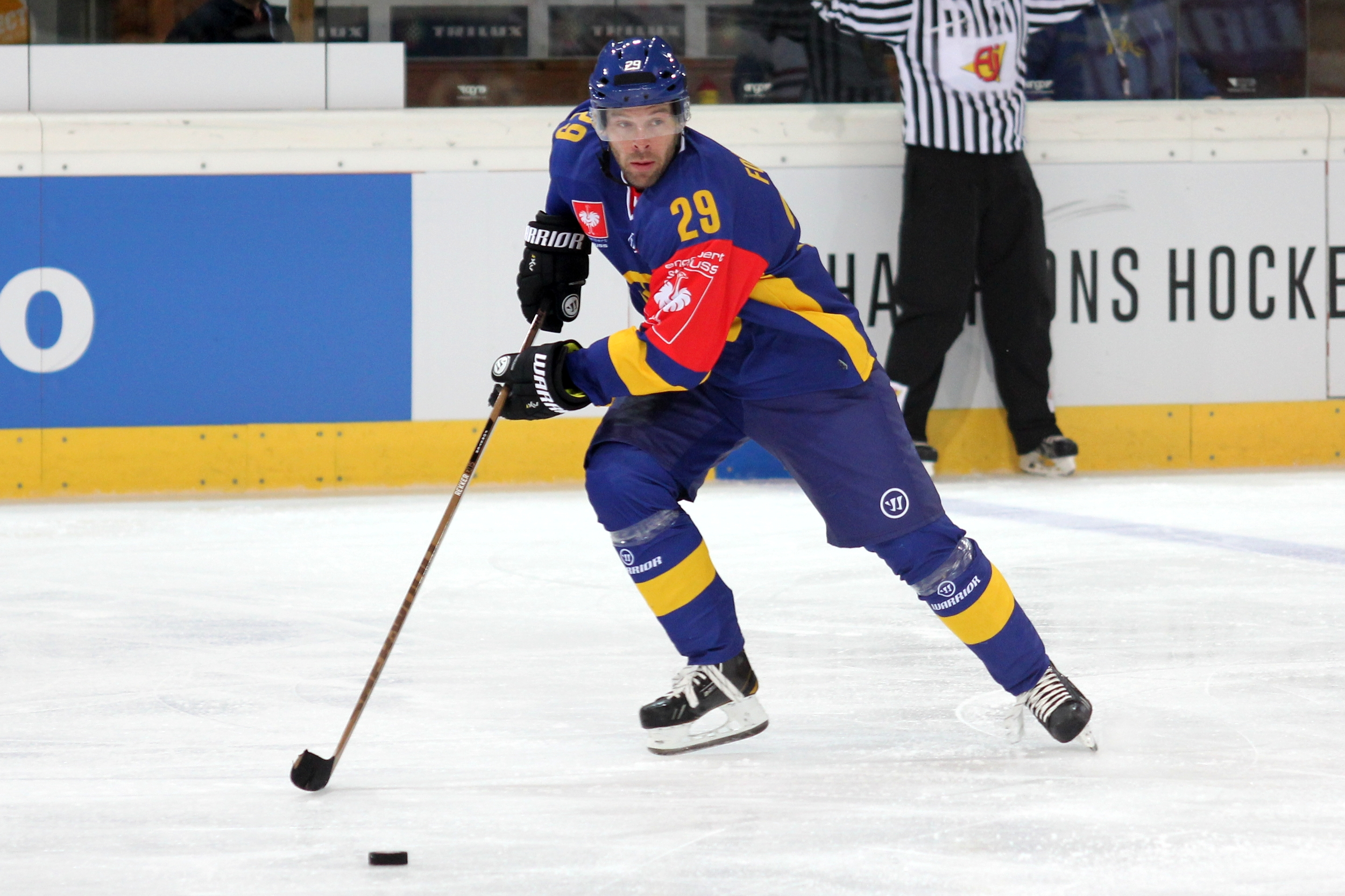
Beat Forster (2015)

Forster begann seine Karriere bei den Junioren seines Heimatklubs SC Herisau. Im NHL Entry Draft 2001 wurde er in der dritten Runde an 78. Stelle von den Phoenix Coyotes gedraftet, zu einem Einsatz in der NHL kam es aber nie. Danach wechselte er zum HC Davos. Beim HCD feierte er seine grössten Erfolge, als er 2002 und 2005 zweimal Schweizer Meister mit den Bündnern wurde. Nach einer weiteren Saison bei Davos entschied er sich für einen Wechsel und spielte fortan für die ZSC Lions. Mit diesem Club gewann er 2008 ein weiteres Mal den Schweizer Meistertitel. Er trug mit 25 Scorerpunkten im Wesentlichen dazu bei.
Im Dezember 2008 verkündete Forster, dass er wieder für seinen Ex-Klub Davos auflaufen wolle. Deswegen reichte er die fristlose Kündigung des bestehenden Vertrages ein. Die ZSC Lions reagierten erst verärgert über diese Aktion. Schliesslich einigten sich die beiden Vereine auf einen Transfer am 6. Januar 2009. Der HC Davos zahlte einen Betrag von deutlich mehr als die reglementarisch festgelegte Summe von 500'000 Schweizer Franken, wobei Forster einen Teil dieser Summe mittrug. Es folgten weitere Erfolge mit den Bündnern: 2009, 2011 und 2015 feierte er mit seinem Team den Gewinn der Schweizer Meisterschaft.
Im Februar 2017 gab der EHC Biel die Verpflichtung Forsters ab der Saison 2017/18 bekannt. Dort war Forster Führungsspieler und Vorbild. Im März 2024 beendete er seine Karriere nach 1171 Spielen in 23 Jahren als Profi-Eishockeyspieler.

## Erfolge und Auszeichnungen
- 2002 Schweizer Meister mit dem HC Davos
- 2005 Schweizer Meister mit dem HC Davos
- 2008 Schweizer Meister mit den ZSC Lions
- 2009 Schweizer Meister mit dem HC Davos
- 2011 Schweizer Meister mit dem HC Davos
- 2011 All-Star-Team des Spengler Cup
- 2015 Schweizer Meister mit dem HC Davos

### International
- 2001 Silbermedaille bei der U18-Junioren-Weltmeisterschaft

## Karrierestatistik

### International
Vertrat die Schweiz bei:
| - U18-Junioren-Weltmeisterschaft 2000 - U20-Junioren-Weltmeisterschaft 2001 - U20-Junioren-Weltmeisterschaft 2001 - U20-Junioren-Weltmeisterschaft 2002 - Weltmeisterschaft 2003 - U20-Junioren-Weltmeisterschaft 2003 | - Weltmeisterschaft 2004 - Weltmeisterschaft 2005 - Olympischen Winterspielen 2006 - Weltmeisterschaft 2006 - Weltmeisterschaft 2007 - Weltmeisterschaft 2008 |

(Legende zur Spielerstatistik: Sp oder GP = absolvierte Spiele; T oder G = erzielte Tore; V oder A = erzielte Assists; Pkt oder Pts = erzielte Scorerpunkte; SM oder PIM = erhaltene Strafminuten; +/− = Plus/Minus-Bilanz; PP = erzielte Überzahltore; SH = erzielte Unterzahltore; GW = erzielte Siegtore; 1 Play-downs/Relegation; Kursiv: Statistik nicht vollständig)